# 10th Planet Jiu-Jitsu
10th Planet Jiu-Jitsu es un sistema no-tradicional de Jiu-Jitsu Brasileño desarrollado por Eddie Bravo. Fue uno de los primeros sistemas de Jiu-Jitsu en evitar el uso del gi.

## Fundación
En 2003, luego de obtener us cinturón negro bajo Jean-Jacques Machado, Eddie Bravo abrió su primera escuela de 10th Planet Jiu-Jitsu en Los Ángeles, California. El sistema de Bravo enfatiza el desarrollo de los estudiantes por las competencias  de grappling de sólo sumisión en vez de puntos, enfocando su entrenamiento de jiu-jitsu sin el uso del tradicional gi, convirtiéndose en una de las primeras escuelas en hacerlo. La idea detrás de esto fue la de intentar implementar tantas técnicas como sea posible en las competiciones de artes marciales mixtas (MMA). Bravo trabajó para Ultimate Fighting Championship (UFC) durante este tiempo y sintió que los practicantes de alto nivel de jiu-jitsu no estaban ganando tanto como deberían, atribuyendo principalmente esto a que ellos estaban usando un gi cuando entranaban jiu-jitsu, pero competían en MMA sin uno.
10th Planet Jiu-Jitsu ha sido controversial desde sus comienzos; el abandono del gi provocó reacciones negativas de otras escuelas de Jiu-Jitsu y ha habido cierto debate sobre cuántas técnicas de 10th, sobre todo sus iteraciones de la guardia de goma, se trasladan al MMA.
En adición a los cuarteles generales originales de 10th Planet en Los Ángeles, hay sobre 100 escuelas por todo el mundo. Algunas son establecidas instalaciones de entrenamiento de BJJ que adoptaron el sistema como una expansión del arte. El estilo se ha extendido a Irlanda, Reino Unido, Alemania Suecia, Australia, y Corea.

## Publicaciones
Victory Belt Publishing publicó tres manuales cubriendo técnicas del sistema de 10th Planet: Mastering the Rubber Guard, Mastering the Twister, y Advanced Rubber Guard. El primer y tercer libro cubren la característica guardia de goma, mientras que el segundo aborda el twister, otra posición integral en el sistema, Los libros fueron escritos por Eddie Bravo, Glen Cordoza, y Erich Krauss. Eddie Bravo también transmite series en línea una a dos horas cada mes en su sitio web.

## Sistema de grados
Mientras que 10th Planet Jiu-Jitsu usa el estándar sistema de grados del jiu-jitsu brasileño, sus practicantes suelen entrenar sin gi ni cinturón. 10th Planet ofrece licras para su sistema de grados para ayudar a indicar visualmente el rango del cinturón.